# John Metcalf (Leichtathlet)
John Metcalf (* 25. Februar 1934 in Norwich) ist ein ehemaliger britischer Hürdenläufer.
1958 wurde er für England startend bei den British Empire and Commonwealth Games in Cardiff Vierter über 440 Yards Hürden, und 1960 erreichte er bei den Olympischen Spielen in Rom das Halbfinale über 400 m Hürden.
1959 wurde er Englischer Meister über 220 Yards Hürden. Seine persönliche Bestzeit über 440 Yards Hürden von 52,2 s (entspricht 51,9 s über 400 m Hürden) stellte er am 6. August 1960 in Glasgow auf.